# Anderlues
Anderlues é um município da Bélgica localizado no distrito de Thuin, província de Hainaut, região da Valônia.